# Tadsch Mahal (Spiel)
Tadsch Mahal (auch Taj Mahal) ist ein Autorenspiel von Reiner Knizia, das 2000 von der Ravensburger-Tochter Alea als Tadsch Mahal veröffentlicht wurde und im selben Jahr den Deutschen Spiele Preis sowie die Essener Feder für die besten Spielregeln erhielt.
Franz Vohwinkel hat die Grafiken für das Spiel und die Anleitung erstellt. Das reguläre Spiel ist mit 3 bis 5 Spielern spielbar. 2006 hat Knizia Regeln für 2 Spieler veröffentlicht, für die ein dritter Spieler durch einen Dummy-Spieler simuliert wird.
Die Spielzeit variiert, offiziell werden 60 beziehungsweise 100 Minuten angegeben. Das Spiel ist ab 12 Jahren empfohlen.
Ein Prototyp des Spieles war schon 1999 auf den Internationalen Spieltagen in Essen zu sehen. Es spielt im 18. Jahrhundert, in dem das Mogulreich an Macht verliert und somit die Spieler als Maharadschas ihren Einfluss auf die Provinzen ausbauen können.

## Weitere Ausgaben
Rio Grande Games lizenzierte das Spiel und brachte 2000 das Spiel in englischer Sprache als Taj Mahal heraus. 2006 erschien eine viersprachige Neuauflage (englisch, deutsch, französisch, niederländisch) des Gesellschaftsspiels als Taj Mahal bei Rio Grande Games, welches ebenfalls von Franz Vohwinkel illustriert wurde. In Deutschland wird diese Ausgabe von Abacusspiele, in Österreich von Piatnik, in der Schweiz von Carletto, in Frankreich von Ystari Games und in den Niederlanden von QWG Games vertrieben.

## Auszeichnungen und Nominierungen
Neben dem Deutschen Spiele Preis und der Essener Feder wurde Tadsch Mahal auch im selben Jahr in die Auswahlliste des Spiels des Jahres aufgenommen, außerdem gehörte es 2001 zu den Finalisten des Gamers’ Choice Award im Bereich Multi-Player-Strategie. Die Neuauflage gehörte 2007 zu den Nominierten des Niederländischen Spielepreises.
In der letzten Ausgabe der Internet Top 100 Games List vom Oktober 2008 stand Tadsch Mahal auf Platz 18. Bei BoardGameGeek befand sich das Spiel am 30. September 2011 auf dem 89. Platz.

## Materialien
Die Spielmaterialien sind eher umfangreich und enthalten mehrere Plättchen beziehungsweise Marken, die sich auch in ihrer Form unterscheiden.
- 1 Spielbrett
- 1 Ring (Krone)
- 100 Paläste
- 12 Provinz-Plättchen
- 16 Bonusplättchen (davon 1 Taj Mahal)
- 100 Karten (84 Farbkarten in 4 Farben, 12 farblose und 4 Sonderkarten)
- 2 Anzeigesteine
- 5 Wertungssteine
- 24 Einflussmarken (4 verschiedene Typen)

## Spielablauf
Ziel des Spieles ist es, nach Besuch von 12 Provinzen im Nordwesten Indiens so viel Einfluss (in Form von Einflusspunkten) wie möglich zu haben.
Die Provinzen werden nacheinander bereist und entsprechen Spielrunden, die jedoch nochmals unterteilt werden.

### Unterteilung des Spielbrettes
Das Spielbrett zeigt im Inneren 11 Provinzen mit je 4 Städten, in der zwölften Provinz gibt es neben diesen 4 Städten zusätzlich noch die Stadt Agra (in der sich auch der echte Taj Mahal befindet). Zwischen den Städten befinden sich Straßen, 16 Städte werden mit der Farbe Lila als Festungen gekennzeichnet. Am Rand des Brettes befindet sich die sogenannte Wertungsleiste, an der die Spieler ihre Einflusspunkte mit ihren Wertungssteinen markieren können. Oben rechts ist der Hof des Großmoguls.

### Aufbau
Das zwölfte Provinzplättchen wird in die Provinz mit 5 Städten gelegt, die weiteren werden zufällig auf die restlichen verteilt. Die Provinzen werden nun von 1 bis 12 in der Reihenfolge der Plättchen besucht. Die Bonusplättchen werden auf die Festungen verteilt, so dass das Taj-Mahal-Bonusplättchen dem Feld der Stadt Agra liegt und die anderen Bonusplättchen zufällig verteilt sind. Die Anzeigesteine zeigen die aktuelle Provinz sowie den aktuellen Startspieler an.
In den Hof des Großmoguls werden der Ring (als Krone) und 4 unterschiedliche Einflussmarken gelegt. Die restlichen Einflussmarken sowie die Sonderkarten werden offen neben dem Spielfeld platziert, die restlichen Karten gemischt. Auf ihnen sind die Symbole der Einflussmarken abgebildet, die für die Kontrolle eines bestimmten Bereichs stehen, oder der Großmogul, oder ein Elefant. Nun erhält jeder Spieler 6 verdeckte Karten.

### Verlauf des Spiels
Je nach Spielerzahl werden zu Beginn des Provinzbesuches 5, 7 oder 9 Karten aufgedeckt. Nun können die Spieler in mehreren Runden entweder Karten offen ausspielen oder sich zurückziehen, wodurch er in dieser Provinz nicht mehr weiterspielen kann. 

#### Karten ausspielen
Spielt man eine Karte aus, so müssen alle weiteren in dieser Provinz ausgespielten Karten des Spielers die gleiche Farbe haben, außerdem kann zusätzlich noch eine weiße Karte oder eine Sonderkarte gelegt werden.

#### Sonderkarten
Die vier Sonderkarten haben je nach Karte folgende Auswirkungen beim Ausspielen: Sie entsprechen entweder einer weißen Großmogul- oder Elefantenkarte, geben 2 Einflusspunkte oder erlauben das Ausspielen einer anderen Farbe in dem Zug, in dem die Sonderkarte gespielt wird.

#### Rückzug
Zieht ein Spieler sich zurück, darf er je einen Palast in einer freien Stadt bauen, falls er von einem Symboltyp auf den abgelegten Karten mehr als alle anderen Spieler hat, und erhält die jeweiligen Einflussmarken. Für eine Festung erhält er das jeweilige Bonusplättchen. Bei Großmogul-Symbolen darf ein zusätzlicher Palast gesetzt werden, der unabhängig von anderen Palästen ist (mit dem Ring markiert), beim Elefanten-Symbol bekommt er das aktuelle Provinzplättchen. Außer den Sonderkarten werden alle offenen Karten abgelegt. Zudem erhält er zwei der offenen Karten (der letzte Spieler nur eine) und Einflusspunkte je nach seinen Plättchen und Palästen. Zieht ein Spieler sich schon in der ersten Runde zurück, erhält er eine weitere Karte vom Stapel. Anschließend werden gegebenenfalls Steinpositionen aktualisiert (Startspielerstein nach links), Marken nachgefüllt und der Ring zurückgelegt, und dann die nächste Provinz besucht. Für 2 gleiche Einflussmarken erhält man die entsprechende Sonderkarte, auch wenn schon ein Spieler diese besitzt.

#### Plättchen und Verteilung von Einflusspunkten
Die Bonusplättchen bringen dem Spieler entweder 2 Einflusspunkte (der Tadsch Mahal 4), eine weitere Karte oder so viele Einflusspunkte, wie er schon Plättchen besitzt, die das gleiche Warensymbol wie das gezogene Plättchen haben.
Danach werden die Provinzplättchen ausgewertet, auch hier geben zusätzlich Plättchen mit den gleichen Warensymbolen wie auf dem Plättchen Einflusspunkte.
Hält der Spieler mindestens einen Palast in einer Provinz, erhält er einen Einflusspunkt; außerdem für jede andere Provinz mit einem eigenen Palast, wenn dieser mit einer Straße, mit der aktuellen Provinz verbunden ist. Allerdings müssen in den Städten der Straße stets eigene Paläste stehen. 

### Ende des Spiels
Wurden alle Provinzen besucht, werden für die Handkarten noch weitere Einflusspunkte verteilt. Jede weiße Karte oder Sonderkarte gibt einen Bonuspunkt, ebenso jede Karte der Farbe, von der der Spieler am meisten Karten besitzt. Der Spieler mit den meisten Einflusspunkten gewinnt.

## Rezensionen
Tadsch Mahal wurde in den Kritiken meist positiv aufgenommen. Es wird oftmals als typisches Knizia-Spiel bezeichnet, das eine gute Verbindung von Karten- und Brettspiel darstellt. Da Spieler oft schnell unter Kartenknappheit leiden, wird empfohlen, sich nicht zu sehr auf eine Provinz zu konzentrieren, sondern überall ein paar Punkte zu machen. Kritisiert wird jedoch die Farbgebung, die für Farbenfehlsichtige und dunklere Orte weniger geeignet sei.